# Recording Industry Association of Japan
Die Recording Industry Association of Japan (japanisch 一般社団法人日本レコード協会 ippan shadan hōjin Nihon Rekōdo Kyōkai, deutsch ‚reguläre rechtsfähige Körperschaft Japanische Plattengesellschaft‘), kurz RIAJ, ist eine im April 1942 gegründete japanische Organisation, die alle großen Musikkonzerne und Plattenfirmen Japans repräsentiert, vergleichbar mit der amerikanischen RIAA. Die RIAJ ist seit 1957 Mitglied der IFPI.

## Informationen
Vorstandsvorsitzender der RIAJ ist zurzeit (Stand 2013) Naoki Kitagawa von Sony Music Entertainment Japan. Der Sitz liegt in Minato/Tokio. Insgesamt hat die RIAJ 20 Mitglieder, darunter die größten internationalen Musikkonzerne EMI, Universal, Warner und Sony/BMG, sowie nationale Firmen wie z. B. Avex oder Sony Music Entertainment Japan.

### Aufgaben
Zu den Hauptaufgaben der RIAJ zählen nach eigenen Angaben:
- Der Vertrieb, Verkauf und die Vermarktung von CDs
- Umsetzung des Urheberrechts
- Forschung im Bereich der Tonaufnahmen
- Evaluierung und Veröffentlichung verschiedener Informationen im Bereich der Musikindustrie (z. B. Verkaufszahlen)
- Verwaltung von Tantiemen sowie den Gebühren für CD-Verleiher (in Japan können CDs in eigenen Geschäften wie Filme ausgeliehen werden)
- Meinungsforschung

## Verleihungsgrenzen der Tonträgerauszeichnungen
Die RIAJ vergibt offiziell die Auszeichnungen für Musikverkäufe und -nutzung für alle nach dem 21. Januar 1989 erschienenen Ton- und Bildtonträger. Zu Beginn wurden die Auszeichnungen für Alben und Singles mit separaten Verleihungsgrenzen vergeben. Die Alben und Singles wurden jeweils nochmals in aus- und inländische Ausgaben unterschieden. Es gab lediglich eine Gold-, Platin- und Diamant-Auszeichnung. Die Diamantene Schallplatte wird in Japan auch als Million bezeichnet. Zum 1. Juli 2003 gab es eine große Reform, in der für sämtliche Ton- und Bildtonträger einheitliche Verleihungsgrenzen festgesetzt wurden. Zudem wurden Doppel- und Mehrfach-Platin-Auszeichnungen ergänzt. Mit der Auszeichnung „8 Million“ ist das Album First Love von Hikaru Utada die erfolgreichste japanische CD-Veröffentlichung aller Zeiten.

### Alben
| Auszeichnung | seit 21. Januar 1989 | seit 1. Juli 2003 |
| ------------ | -------------------- | ----------------- |
| Gold         | 200.000              | 100.000           |
| Platin       | 400.000              | 250.000           |
| 2× Platin    | —                    | 500.000           |
| 3× Platin    | —                    | 750.000           |
| Diamant      | 1.000.000            | 1.000.000         |
| …            |                      |                   |

| Auszeichnung | seit 21. Januar 1989 | seit 1. Juli 2003 |
| ------------ | -------------------- | ----------------- |
| Gold         | 100.000              | 100.000           |
| Platin       | 200.000              | 250.000           |
| 2× Platin    | 400.000              | 500.000           |
| 3× Platin    | 600.000              | 750.000           |
| Diamant      | 1.000.000            | 1.000.000         |
| …            |                      |                   |

### Singles
| Auszeichnung | seit 21. Januar 1989 | seit 1. Juli 2003 |
| ------------ | -------------------- | ----------------- |
| Gold         | 200.000              | 100.000           |
| Platin       | 400.000              | 250.000           |
| 2× Platin    | —                    | 500.000           |
| 3× Platin    | —                    | 750.000           |
| Diamant      | 1.000.000            | 1.000.000         |
| …            |                      |                   |

| Auszeichnung | seit 21. Januar 1989 | seit 1. Juli 2003 |
| ------------ | -------------------- | ----------------- |
| Gold         | 50.000               | 100.000           |
| Platin       | 100.000              | 250.000           |
| 2× Platin    | 200.000              | 500.000           |
| 3× Platin    | 300.000              | 750.000           |
| Diamant      | 1.000.000            | 1.000.000         |
| …            |                      |                   |

### Auszeichnungen für Musikstreaming
| Auszeichnung | seit 1. April 2020 | seit 1. Januar 2023 |
| ------------ | ------------------ | ------------------- |
| Silber       | 30.000.000         | —                   |
| Gold         | 50.000.000         | 50.000.000          |
| Platin       | 100.000.000        | 100.000.000         |
| 2× Platin    | —                  | 200.000.000         |
| 3× Platin    | —                  | 300.000.000         |
| Diamant      | 500.000.000        | 500.000.000         |
| …            |                    |                     |

### Gold Disc Awards
Seit März 1987 veranstaltet die RIAJ jährlich mit den Japan Gold Disc Award (jap. 日本ゴールドディスク大賞, Nihon Gōrudo Disuku Taishō) eine der größten und wichtigsten japanischen Musik-Preisverleihungen. Die Preise werden dabei meistens im Frühling und immer basierend auf den Verkaufszahlen der einzelnen Künstler verliehen. Außerdem vergibt die RIAJ in der Zeremonie die Gold-, Platin- und Million-Auszeichnungen in Form von veredelten Schallplatten.